# 絵師
絵師（えし）とは、
1. 律令制下のおいて中務省の「画工司（えだくみのつかさ）」に属し、絵画制作にあたった者のこと。宮殿や寺社の造営に当たって文様や装飾の制作を従事した。
2. 平安時代末期以降の、寺社に置かれた絵所に属した画工。室町時代以降の狩野派や土佐派のように武家や公家、寺社の求めに応じて襖絵や屏風絵などを制作した。
3. 浮世絵の原画（下絵）を描くことを職業とする人間のこと。絵描き、画工とも言う。町絵師、浮世絵師、凧絵師、ねぶた絵師など。
4. 日本画の描き手の画家のこと。画師、畫師とも書く。
5. 1990年代末ごろから使われるようになった用法で、主に日本の漫画やアニメ、ゲームなどサブカルチャー分野で、それらにふさわしい絵を描く画家・イラストレーターのこと。

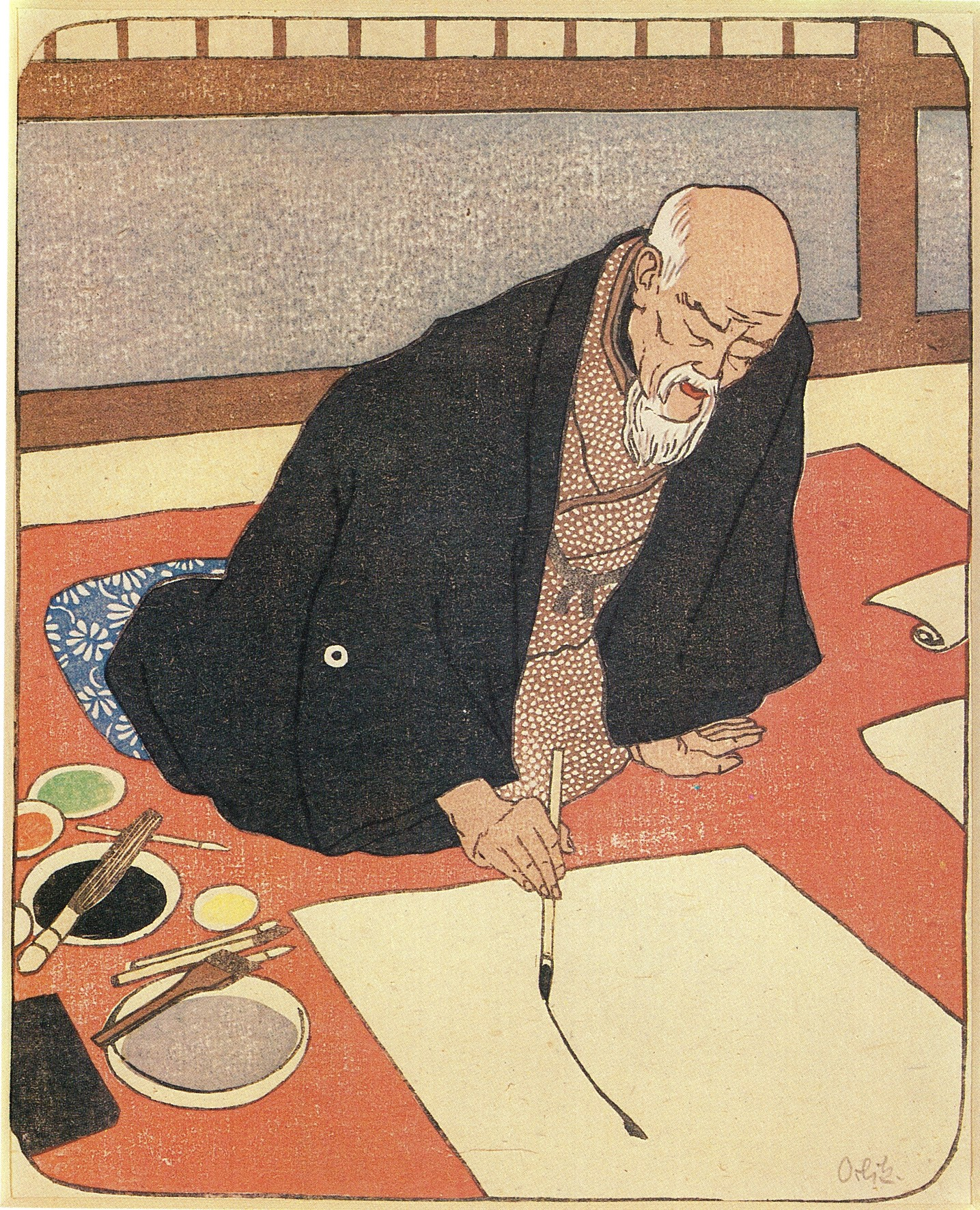
エミール・オルリック作「日本の絵師（狩野友信）」1901年（明治34年）

## 日本画・浮世絵の描き手としての「絵師」
『日本書紀』には、崇峻天皇元年（588年）条に、「画工白加（えたくみ はくか）」の名や推古天皇12年（604年）条の「黄書画師（きふみのえかき）」、「山城画師（やましろえかき）」の記事がある。また、『聖徳太子伝暦』ではこの他に、簀秦（すはた）画師、河内（かわち）画師、楢（なら）画師の記述がある。この時代（6世紀末から8世紀にかけて）の画師は寺院壁画や石室内壁画など、宗教壁画としての絵仏師が活動しており、遺物として壁画の破片も出土している（一例としては、法隆寺若草伽藍跡）。
律令制の下で画工司が設置されて、画師などが配置されて宮中で用いる絵画などの作成を行った。画工司は平安時代初期に廃止されたが、程なく蔵人所支配下の画所と呼ばれる令外の機関として復活して再び画師が配置された。
江戸期以前の日本には芸術家としての「画家」という概念が無く、絵画の専門家は絵を描く技能に長けた技能者あるいはその仕事をする職人と見なされていた。技能に長けた者を意味する「師」という字が用いられるのもそれ故である。
浮世絵は版画特に木版画の技法で複数の職人により原画から版が作られ多くの数が刷られるものである。そのため絵師は現代でいう所のアニメーションやゲームの原画家のような側面も持ち合わせていた。元の絵を描く人を絵師または下絵師、それを版画に彫る人を彫師、紙に摺る人を摺師といった。
江戸期の絵師は「御用絵師」と「町絵師」に分かれており、御用絵師では狩野派と土佐派、町絵師では円山派や四条派が有名であった。御用絵師は、絵を売るのではなく専属に雇われ、給料である扶持を支給された。
なお、日本画や浮世絵等以外で実用的な国絵図や村絵図など絵図類の作者については絵図師と呼ばれる。

## 現代のサブカルチャーにおける「絵師」
近年、ライトノベルの表紙・挿絵、ゲームのビジュアルキャラクターなどの、サブカルチャーの世界におけるイラストを描いている者（イラストレーター）も「絵師」と呼ばれていることがある。
なお、「絵を描く人（イラストレーター）が絵師と呼称される明確な定義」、「絵師という呼称は敬称かどうか」、「呼ばれ始めた明確な時期」は不明であり、曖昧な物となってきている。